# Arslane Mazari
Chakib Arslane Mazari (sinh ngày 6 tháng 1 năm 1989 ở Oran) là một cầu thủ bóng đá người Algérie. Anh hiện tại thi đấu cho MC Oran ở Giải bóng đá hạng nhất quốc gia Algérie.

## Sự nghiệp câu lạc bộ
Sofiane Bouterbiat ký hợp đồng với MC Oran vào mùa hè năm 2012, gia nhập theo dạng chuyển nhượng tự do từ ASM Oran.

## Danh hiệu

### Câu lạc bộ
USM Alger
- Giải bóng đá hạng nhất quốc gia Algérie (1): 2015-16